# John Moore (anarquista)
John Moore (1957 – 27 d'octubre de 2002) era un anarquista britànic, escriptor, mestre, professor i organitzador.
Era membre del Grup de Recerca Anarquista de Londres el 1980, va esdevenir un dels teòrics principals del situacionisme anarquista dels 90 (la majoria generalment associat amb Hakim Bey), i va ser atret per l'Anarcoprimitivisme en particular; el seu millor treball publicat és l'assaig "A Primitivist Primer." Malgrat la forta influència del teòric Fredy Perlman, Moore es va anar decantant pels teòrics de la llengua i la subjectivitat, com Julia Kristeva, Friedrich Nietzsche i Max Stirner.
Moore va morir d'un atac de cor després de col·lapsar mentre exercia de professor d'escriptura creativa a la Universitat de Luton (ara Universitat de Bedfordshire).

## Treballs
Durant la seva vida va publicar diversos llibres curts: Anarchy and Ectasy, Lovebite, i The Book of Levelling. I una antologia que treballava en el moment de la seva mort: I am not man, I'am Dynamite! Friedrich Nietzsche and the Anarchist Tradition, va ser completada per Spencer Sunshine i publicada postumament per Autonomedia el 2004 (ISBN 1-57027-121-6).